# Schweiziska expeditionen till Mount Everest 1952

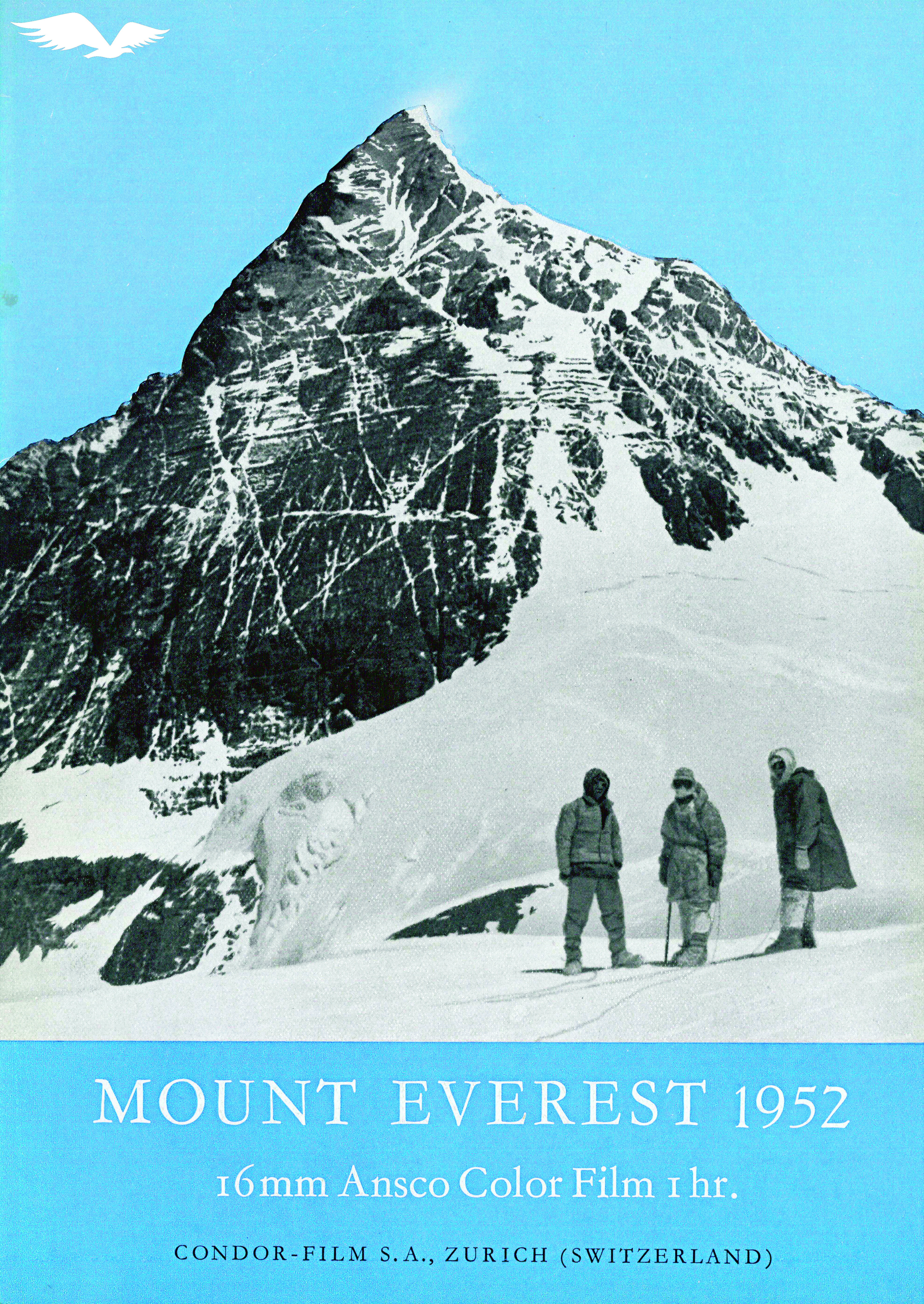
Mount Everest 1952, en dokumentärfilm om bestigningen från Condor Films.

Den schweiziska expeditionen till Mount Everest 1952 var en schweizisk-baserad expedition till Mount Everest ledd av Edouard Wyss-Dunant tillsammans med Raymond Lambert och Tenzing Norgay 1952.
Under våren 1952 blev den schweiziska klättringsgruppen L'Androsace, beviljad att bestiga berget från Nepal. Expeditionsgruppen etablerade en ny led via Khumbuglaciären och kom sedan till Sydpasset, 7 986 meter över havet. Raymond Lambert och Tenzing Norgay nådde en höjd av cirka 8 595 meter över havet (28 199 fot) på Sydostkammen, och därmed satte ett nytt klättringsrekord. 
Tenzings erfarenheter av expeditionen skulle senare bli användbar när han anlitades för att bli en del av den brittiska expeditionen 1953.